# Ванкарем (река)
Ванкарем — река на Дальнем Востоке России, протекает по территории Иультинского района Чукотского автономного округа.
Длина реки 194 км, площадь водосборного бассейна — 6090 км². В среднем и нижнем течении протекает по заболоченной равнине, впадает в одноимённую лагуну Чукотского моря широким устьем.
Река названа картографами по поселению коренных жителей. Чукотское название Вэлмай, означает «сгнивший лабаз».
По данным государственного водного реестра России относится к Анадыро-Колымскому бассейновому округу.

## Притоки
Объекты перечислены по порядку от устья к истоку.
- 2 км: Чеменвээм
- 15 км: Коныквынвээм
- 25 км: Ръыкууль
- 30 км: без названия
- 37 км: без названия
- 40 км: Мымныйнвеем
- 49 км: без названия
- 60 км: Линглингнейвеем
- 61 км: без названия
- 79 км: Экээкинейвеем
- 93 км: Пеньёльхын
- 98 км: Янранайкооль
- 101 км: без названия
- 106 км: Кайвельма
- 110 км: без названия
- 121 км: без названия
- 123 км: Гытхытхвэвуваам
- 134 км: Кээнэйваам
- 145 км: без названия
- 160 км: без названия
- 161 км: без названия
- 174 км: без названия